# Eddy House
Eddy House (* 12. Februar 1946 in Sint-Niklaas; † 8. Dezember 2011 in Boechout) war ein belgischer Saxophonist, Klarinettist, Komponist und Arrangeur.

## Leben
House, 1946 in Sint-Niklaas geboren, war Anfang der 1970er Jahre Baritonsaxophonist bei Hein Huysmans (Kwintet – Septet 1970), in den 1980er Jahren Arrangeur und Komponist für das Brass-Ensemble Saxofoonorkest Van Zwijndrecht, mit dem 1986 ein Album entstand. Ferner arbeitete er als Musiker für verschiedene Pop- und Schlagerproduktionen von Catalog Of Cool (Jan Verheyen und Piet van den Heuvel) und Benny Scott.